# 原田伸郎
原田 伸郎（はらだ のぶろう、1951年〈昭和26年〉10月1日 - ）は、日本のシンガーソングライター、お笑いタレント、司会者、プロゴルファー、書道家。本名は同じ表記で「はらだ のぶお」と読む。
愛称はのぶりん。所属事務所はあのねのね事務所→ムーン原田伸郎事務所。
京都府京都市右京区出身。嵯峨小学校、嵐山小学校を経て、平安高等学校、京都産業大学経済学部卒業。大阪府豊中市在住。

## 来歴
右京区花園寺ノ内町生まれ。父はブライダル関連の会社の社員。当時新興大学だった京都産業大学在籍中に先輩の清水国明、同級生の笑福亭鶴瓶および女性1名（のちの鶴瓶夫人）と一緒にあのねのねを結成。後に清水と2人でデビューを果たし、『赤とんぼの唄』が大ヒットした。大学生の頃、清水と原田は一緒に京都の三木半旅館で布団の上げ下げや、配膳のアルバイトをしたことがある。
『あのねのねのオールナイトニッポン』（ニッポン放送）のパーソナリティに抜擢されるがツアー活動を理由に一時降板をし、代役を笑福亭鶴光が務める。その後、オールナイトニッポンに復帰するが短命に終わってしまう。
1977年より清水とともに『ヤンヤン歌うスタジオ』（テレビ東京）で司会を担当。「ネコにゃんにゃんにゃん、イヌわんわんわん、カエルもアヒルもガーガーガー」などの一世を風靡したギャグ、女性アイドルがたじろぐツッコミ司会ぶりが人気を博し息の長い歌番組になる。1986年10月に同番組の司会を片岡鶴太郎に譲った後は、清水とは個別に活動するようになる。
以後、関西を拠点に『MBSヤングタウン』、『夜はクネクネ』など多数のレギュラー番組を持ち、サンテレビのゴルフ番組を中心に独立局の番組に出演をしている事が多い。
はんなりとした高音の声質を買われ、CMのナレーションも数多く務める。
関西ローカルではテレビやラジオに継続的な出演を行っているが、全国区での露出はCMのナレーションとして声だけが流れる程度となっているため、認知度が減少し、「あの人は今?」の企画で紹介されたことがある。
2004年12月中旬、顔面に麻痺が出る病気でテレビ・ラジオのレギュラー番組を休み療養生活を続けてきたが、2005年1月下旬から芸能活動を再開した。
2008年4月25日、両A面CDシングル『SAKURA』『ガンバルクイナ』を発売。ソロアーティストとしてライブ活動も開始した。
2009年1月17日、滋賀県伊香郡余呉町（現在の長浜市余呉町）から生放送されたレギュラー番組の『ときめき滋賀's』（びわ湖放送）の番組中に、地元の猟友会員から猟銃を手渡され約6秒間持ったとして銃刀法違反により同局のプロデューサーら2人と猟友会員と共に滋賀県警が書類送検する方針であると報じられたが、「銃の受け渡しはその場の流れで行われ、不法に所持しようとする意思はなかった」として原田の立件は見送られた。
2020年より宝塚医療大学の特別客員教授に就任。

## 人物
京産時代、落語長屋というクラブに所属していた。高座名は童亭寿限無（どうてい じゅげむ）。
書道家としても知られ「頌朗（のぶろう）」の名で個展なども開いている。
プロ野球は、巨人ファンである。
30歳でゴルフを始め、2020年4月7日に六甲国際ゴルフ倶楽部東コース11番で人生初のホールインワン。
私生活では離婚を1度経験。結婚2度目となる現在の妻は1995年3月1日に結婚した、元日活ロマンポルノのスター女優・高倉美貴。原田とは1987年によみうりテレビのドラマ『見上げればいつも青空』で原田の浮気相手という役柄で共演している。原田との結婚はそのドラマの共演がきっかけだった。

## ギャグ
- 痛ったぁーい、何すんのぉー
- 猫ニャンニャンニャン、犬ワンワンワン、カエルもアヒルもガーガーガー
  - 「（カエルもアヒルも）ガーガーガー」「いたぁーいなにすんの」など、ギャグを発する時は白目をむくのが特徴。また普段の声質からは想像がつかない低音の「ガーガーガー」は、息を吸い込みながら発声している。
  - 後者のギャグはのちに「ネコ・ニャンニャンニャン」としてシングルを出したほか、2022年、Tiktokブームに乗って若い世代にも急激に広まった。
- え～やんかBやんかCやんか
  - 「いいじゃないか」を意味する関西弁の「え〜やんか」と「A」を掛け合わせたギャグで、のちに『原田伸郎 のびのび金ようび』の番組紹介に使用。

## 弟子
- 藤田和弥（とこわか吾郎、元朝日放送制作局）
- 国木田かっぱ

## ディスコグラフィー

### シングル
- 7時のニュース（1982年、エレクトラ／ワーナー・パイオニア、L-1576）
- きみの見える街／夜がベッドで眠りたがってるよ（1984年、ハミングバード、7HB-2）

### アルバム
- サーティ・ラブ（1981年、エレクトラ／ワーナー・パイオニア、L-12511E）

## 現在の出演番組

### テレビ
- 原田伸郎のめざせパーゴルフ → 原田伸郎のめざせパーゴルフII → 原田伸郎のめざせパーゴルフIII（サンテレビ）
- 原田伸郎のこの街ええなぁ（eo光テレビ）
- えぇトコ　新駅誕生！スタイリッシュに進化する繊維の町〜箕面船場界わい〜（2024年4月4日、NHK大阪放送局）

### ラジオ
- こんちわコンちゃんお昼ですょ!（2007年6月 - 、MBSラジオ） ※毎月第1木曜
- のぶりんのあつあつふうふう（2013年1月 - 、MBSラジオ） ※毎週日曜7:30 - 7:59
- 原田伸郎のなにすんのぉ～ラジオ（2024年4月 - 、KBS京都ラジオ）

## 過去の出演番組

### テレビ
- ヤンヤン歌うスタジオ（東京12チャンネル）
- 金曜10時!うわさのチャンネル!!（日本テレビ）
- 夜はクネクネ（1983年1月 - 1986年12月、MBSテレビ）
- ふるさとZIP探偵団（1989年4月 - 2002年9月、関西テレビ）
- ものまね王座決定戦（フジテレビ）
- 世界の超豪華・珍品料理（フジテレビ）
- YOUごはんまだ?（1985年、ABCテレビ）
- ビショップinナイト（ABCテレビ）
- ワイドABCDE〜す（1994年4月 - 2001年頃、ABCテレビ）※毎週木曜
- ねごとの穴（1998年10月 - 1999年9月、ABCテレビ）
- わいど!ABC（2004年4月  - 9月、ABCテレビ）※毎週火曜
- 穴ねのね（2001年10月 - 2002年9月、関西テレビ）
- ファミりん（2002年10月 - 2003年3月、関西テレビ）
- あさやん!（2002年4月 - 2003年3月、毎日放送テレビ）：メイン司会
- ネプリーグ (フジテレビ)
- 京都サスペンス「月下美人殺人事件」（1987年、関西テレビ放送・映像京都）- カメラマン
- 美少女学園（1987年 - 1988年、テレビ朝日）
- 朝の連続ドラマ「見上げればいつも青空」（よみうりテレビ製作　日本テレビ系）
- 西村由紀江の日曜はピアノ気分 （読売テレビ、不明 - 1998年3月。途中からレギュラー出演）
- すてき!家族（サンテレビ）
- 原田伸郎の京のご利益はんII（2008年4月 - 2009年3月、関西テレビ☆京都チャンネル）
- 桑原征平のおもしろ京都検定（KBS京都、他ネット）
- 日曜ビッグバラエティ「小さく開いて大評判!巷で話題の出没商売」：ナレーション（テレビ東京系）
- ときめき滋賀's（びわ湖放送）
- ちちんぷいぷい（毎日放送テレビ） ※隔週水曜
- 原田伸郎のうたごえてれび（2010年4月 - 2011年9月、KBS京都）
- 蛤御門市場（2011年11月 - 2013年1月、KBS京都）：メイン司会
- おうみをDIGZAG（2010年4月 - 2012年3月、びわ湖放送）：メイン司会
- ぐるっと関西おひるまえ（NHK総合テレビ・大阪、2022年3月まで） ※毎週木曜

### ラジオ
- 原田伸郎のドクターズ・トーク（2007年4月 - 9月、ラジオ関西）
- こんにちよ〜!原田伸郎です（2007年4月 - 2010年3月、ラジオ関西）
- 原田伸郎 のびのび金ようび（2010年4月 - 2024年3月、ラジオ関西）
- ヤング海賊船（1977年4月 - 9月、MBSラジオ）
- MBSヤングタウン（1977年10月 - 1987年12月、MBSラジオ）※木曜→水曜担当
- のぶりんのちょっとオールディーズ（MBSラジオ）
- のぶりんの気分は青春 天気は○○です 90分（1986年11月 - 2003年9月、MBSラジオ）[1]
- それゆけ!（1992年10月 - 1994年10月6日、MBSラジオ）[1]※毎週木曜
- すみからすみまで愛なのね（MBSラジオ）
- おはようSUNSUN原田伸郎（2003年10月 - 2005年3月、MBSラジオ）
- のぶりんの聞きのがサンデー（MBSラジオ）
- MBSラジオ65年物語（2016年7月4日 - 9月2日、MBSラジオ）※毎週月 - 金曜15:27 - 15:30
- ツー快!お昼ドキッ（2000年6月 - 2002年3月、CBCラジオ）※毎週水曜

## CM
- サムタイム 日本たばこ産業（JT）の銘柄（1990年、ナレーション）
- 味の素 パルスイート(1990年、ナレーション）
- 三菱鉛筆おまけの消しゴムシリーズ（ナレーション）
- カイゲン（ナレーション）
- 餃子の王将（ナレーション）
- JAバンク大阪（ナレーション）
- 点天（ナレーション）
- 王子ネピア ネピア『ドレミ』（ナレーション）
- オリンパス AFL『ピカソ』（ナレーション）
- ガスワン（ナレーション／CMソング歌唱：NACK5時報スポット（週末のみ）、2006年には『ガス・ワンだフル。』としてCD化されている）
- ケンタッキーフライドチキン（ナレーション）
- 犬鳴山温泉 み奈美亭（ラジオ）
- 柑橘の株式会社アスキー（福岡・ギター片手に歌う場面あり）
- 太平建設工業
- 甲賀温泉やっぽんぽんの湯（ナレーション）
- 青汁三昧（清水国明とあのねのねとして共演）
- ひまわり法律事務所
- 赤や（株式会社下村家具）
- 日本ハムミュンヘナー（ナレーション）
- JAあわじ島（ラジオ）

## 舞台
- Thank you very マッチ de SHOW『ギンギラ学園物語』（2024年12月25日 - 29日、明治座）[8]
- Thank you very マッチ de SHOW「ギンギラ学園物語 新春！再びマッチでーす！」（2025年12月30日 - 2026年1月4日〈予定〉、明治座）[9]